# Лаппо-Данилевский, Сергей Сергеевич

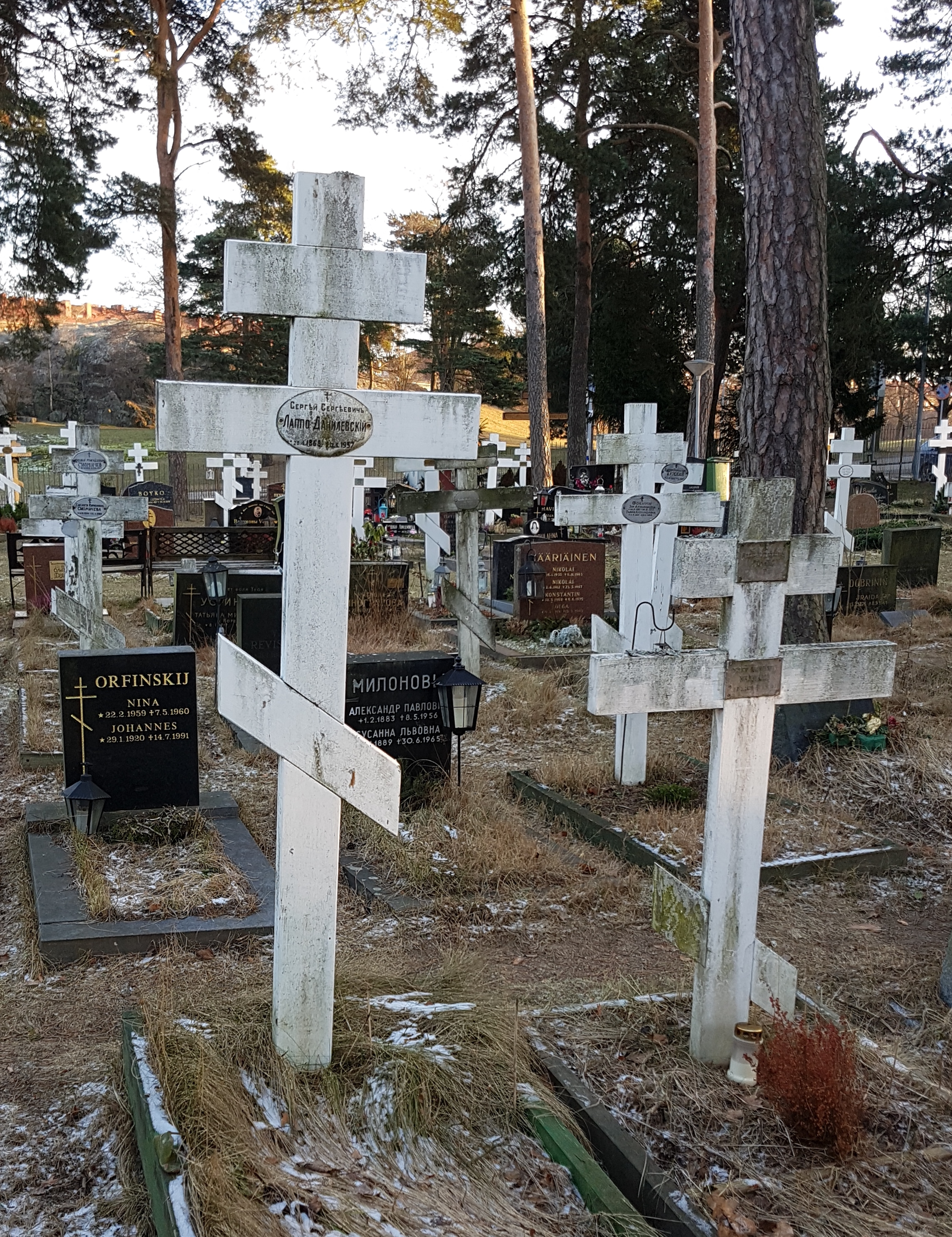
Могила С. С. Лаппо-Данилевского

Сергей Сергеевич Лаппо-Данилевский (1868, Гуляй-Поле — 1957, Хельсинки) — русский композитор; сын государственного деятеля С. А. Лаппо-Данилевского; брат историка А. С. Лаппо-Данилевского; муж писательницы Н. А. Лаппо-Данилевской.

## Биография
Родился 8 апреля 1868 года в селе Гуляй-Поле Гуляйпольской волости Верхнеднепровского уезда Екатеринославской губернии.
В 1887 году окончил Симферопольскую мужскую гимназию и поступил на математическое отделение физико-математического факультета Санкт-Петербургского университета, которое окончил в 1892 году. Службу начал в отделе земельных улучшений Министерства земледелия.
В 1898 году женился на Надежде Люткевич, которая приобрела позднее известность как писательница. Их брак распался к началу 1910-х годов.
В середине 1910-х годов вышел в отставку в чине надворного советника.
После революционных событий 1917 года поселился на своей даче в Куоккале; возглавил церковный хор местной церкви, с которым часто устраивал светские концерты, аккомпанируя исполнению арий из популярных опер на фортепиано. Входил в ближайшее окружение И. Е. Репина.
Преподавал частным образом музыку, а также математику в русской школе в Териоках. В связи с началом советско-финской войны в 1939 году был эвакуирован в Луси «в бывшей Санкт-Михельской губернии» недалеко от Хейнолы (его ценный архив и библиотека при этом были брошены и погибли).
Позднее переселился в Хельсинки, где жил частными уроками. Его поддерживали бывшие участники хора.
Умер 13 мая 1957 года в Хельсинки; похоронен на православном кладбище Никольского прихода.
В 1900-е годы он начал публиковать романсы на стихи И. А. Бунина, М. Ю. Лермонтова, Д. М. Ратгауза, А. К. Толстого, И. С. Тургенева, Ф. И. Тютчева, А. А. Фета, А. Н. Яхонтова, А. А. Апухтина и других поэтов; позднее он стал писать также церковную музыку.